# Ottobeuren
Ottobeuren este o comună-târg din districtul Unterallgäu, regiunea administrativă Schwaben, landul Bavaria, Germania.

## Galerie de imagini

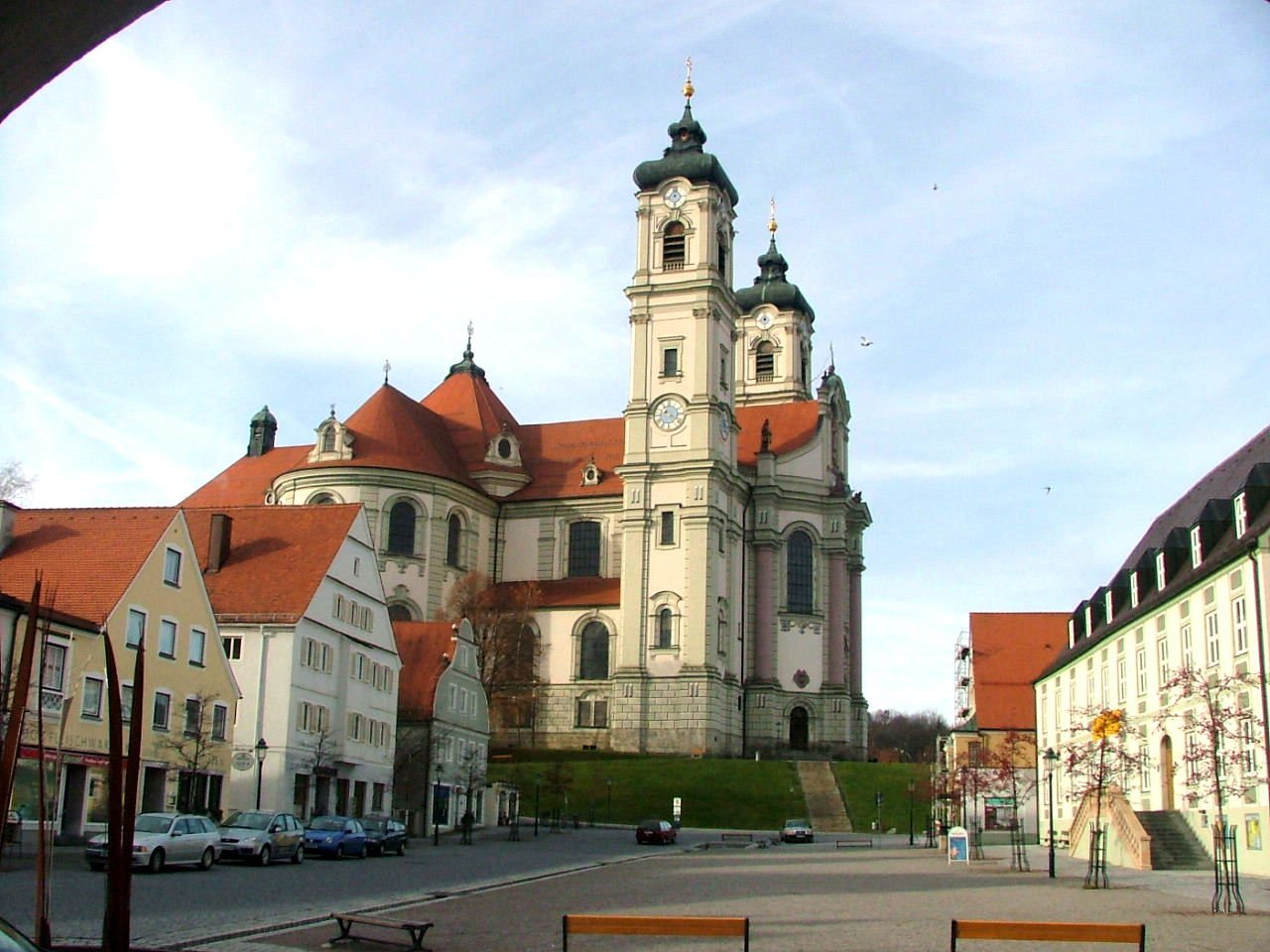
Mănăstirea Ottobeuren